# Scaptesyle tetramita
Scaptesyle tetramita är en fjärilsart som beskrevs av Turner 1940. Scaptesyle tetramita ingår i släktet Scaptesyle och familjen björnspinnare. Inga underarter finns listade.